# Przedecz (gmina)
Przedecz – gmina miejsko-wiejska w województwie wielkopolskim, w powiecie kolskim. W latach 1975–1998 gmina położona była w województwie konińskim.
Siedzibą gminy jest Przedecz.
30 czerwca 2006 gminę zamieszkiwało 4344 osób.

## Historia
Za Królestwa Polskiego gmina Przedecz należała do powiatu włocławskiego w guberni warszawskiej. 19 maja?/31 maja 1870 do gminy przyłączono pozbawiony praw miejskich Przedecz (od 1919 znów samodzielne miasto).

## Przyroda
Północna część gminy Przedecz leży na Pojezierzu Kujawskim, natomiast południowe krańce położone są na Wysoczyźnie Kłodawskiej. Lasy kilkanaście procent powierzchni. Krajobraz zdominowany przez pola uprawne, które urozmaicają jedynie niewielkie jeziora.

## Komunikacja
Przez gminę przebiega droga wojewódzka nr 269, łącząca gminę, z Izbicą Kujawską i Chodczem.

## Parafie katolickie
Na terenie gminy znajduje się jeden kościół parafialny obrządku rzymskokatolickiego. Wchodzi on w skład diecezji włocławskiej.
- dekanat kłodawski
  - parafia św. Rodziny w Przedczu

## Struktura powierzchni
Według danych z roku 2002 gmina Przedecz ma obszar 76,52 km², w tym:
- użytki rolne: 79%
- użytki leśne: 14%

Gmina stanowi 7,57% powierzchni powiatu.

## Demografia

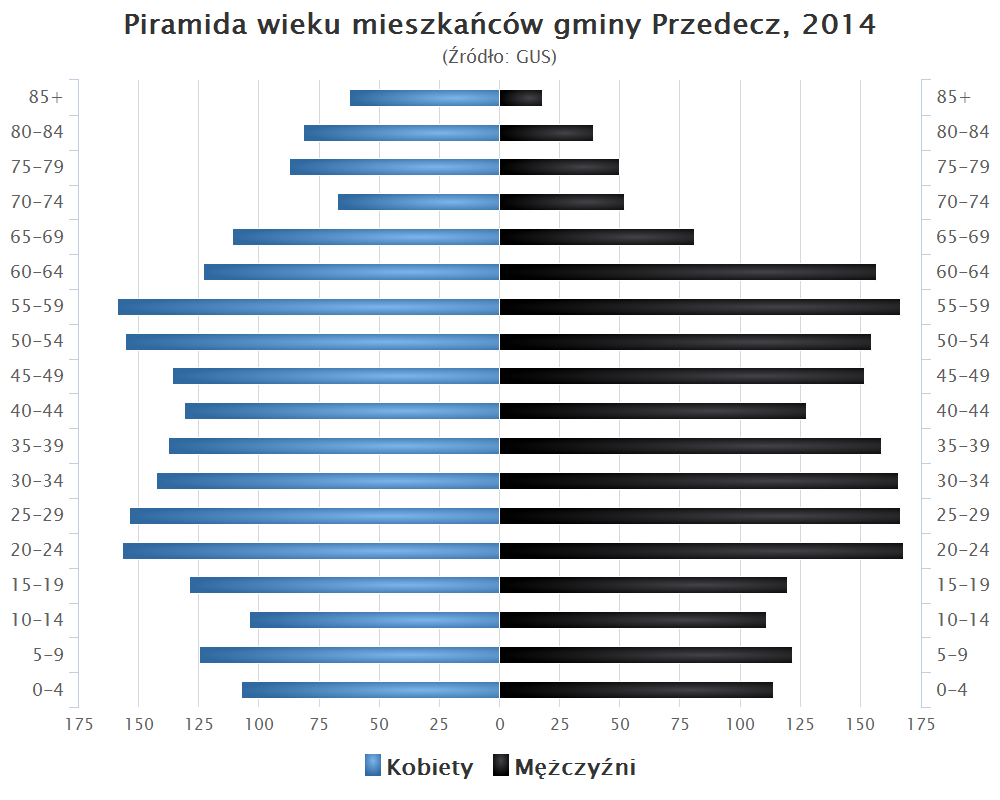
Piramida wieku mieszkańców gminy Przedecz w 2014 roku

Dane z 30 czerwca 2004:
| Opis                              | Ogółem | Ogółem | Kobiety | Kobiety | Mężczyźni | Mężczyźni |
| --------------------------------- | ------ | ------ | ------- | ------- | --------- | --------- |
| jednostka                         | osób   | %      | osób    | %       | osób      | %         |
| populacja                         | 4327   | 100    | 2188    | 50,6    | 2139      | 49,4      |
| gęstość zaludnienia (mieszk./km²) | 56,5   | 56,5   | 28,6    | 28,6    | 28        | 28        |

## Sąsiednie gminy
gmina Babiak, gmina Chodecz, gmina Chodów, gmina Dąbrowice, gmina Izbica Kujawska, gmina Kłodawa